# Emblemasoma prosternale
Emblemasoma prosternale är en tvåvingeart som först beskrevs av Guilherme A.M.Lopes 1938.  Emblemasoma prosternale ingår i släktet Emblemasoma och familjen köttflugor. Inga underarter finns listade i Catalogue of Life.